# Carlos Eduardo Santos Oliveira
Carlos Eduardo Santos Oliveira, genannt Eduardo, (* 20. November 1986 in Maceió) ist ein brasilianischer Fußballspieler. Der beidfüßig Spielende wird alternativ auf der rechten oder linken Abwehrseite eingesetzt.

## Karriere
Eduardo startete seine Laufbahn in der Jugendmannschaft des Clube de Regatas Brasil. Von hier wechselte er 2007 zum CR Vasco da Gama nach Rio de Janeiro. Hier schaffte der Spieler 2007 auch den Sprung in den Profikader. Am 10. August 2007 wurde er in der 82. Minute eingewechselt. Es schlossen sich weitere Einsätze, auch in der Copa Sudamericana 2007 an. Aber schon in der Saison 2008 lief er nur noch dreimal auf. Sein Jahr 2009 war durch steten Wechsel gekennzeichnet, bei insgesamt vier Klubs machte er Stadion.
2010 kam Eduardo zum Joinville EC, wo er sich endlich etablieren konnte. Nach insgesamt vier Jahren ging es weiter zum Criciúma EC. Hier spielte er nur eine Saison, bevor 2015 an den Atletico Paranaense ausgeliehen wurde. Bei diesem bestritt der Spieler in der Série A 2015 34 von 38 möglichen Ligaspielen. Für die Série A 2016 wurde Eduardo dann fest von Atlético-PR verpflichtet. Noch im selben Jahr ging Eduardo aber auf Leihbasis zum EC Bahia. Dort blieb er bis Saisonende 2017. Zum Start des Spielbetriebes 2018 wechselte der Spieler zu Chapecoense.
Im Dezember 2019 wurde der Wechsel Eduardos zur Saison 2020 zum Ceará SC bekannt. Ende März 2021 konnte er mit dem Klub die Copa do Nordeste 2020 gewinnen. Im April wechselte Eduardo dann erneut. Er ging nach Belo Horizonte zu América Mineiro. Der Vertrag erhielt eine Laufzeit bis Jahresende 2022, wurde aber bereits im August vorzeitig beendet. Eduardo konnte sich im Kader für die Spiele zur Série A 2022 nicht durchsetzen und wechselte zu Sport Recife in die Série B 2022. Der Kontrakt erhielt eine Laufzeit bis zum Abschluss der Meisterschaft im November. Direkt danach verlängerte der Klub seinen Vertrag bis Jahresende 2023. Im April gewann man dann die Staatsmeisterschaft von Pernambuco 2023. 2024 wechselte er weiter zu unterklassigen Klubs.

## Erfolge
Joinville
- Staatsmeisterschaft von Santa Catarina: 2011, 2012, 2013
- Série C: 2011

Atletico Paranaense
- Staatsmeisterschaft von Paraná: 2016

Bahia
- Copa do Nordeste: 2017

Ceará
- Copa do Nordeste: 2020

Sport Recife
- Staatsmeisterschaft von Pernambuco: 2023

CS Alagoano
- Staatspokal von Alagoas: 2024